# Ilhéu Mole
Ilhéu Mole is een eiland voor de kust van het Portugese eiland Madeira. Het eilandje ligt aan de noordkust van Madeira en ligt bij het dorp Porto Moniz.
Op het eilandje staat de vuurtoren Farol do Porto Moniz.